# Чибо, Гвидо
Гвидо Чибо (Guido Cibo, его имя также пишут как Guido Clemente, Wido а фамилию как Cybo, Dent) — католический церковный деятель XII века.
На консистории в декабре 1144 года провозглашен кардиналом-священником церкви Санта-Пуденциана.
Участвовал в выборах папы Евгения III (1145), Анастасия IV (1153) и Адриана IV (1154).
Был серьёзно ранен во время восстания римлян во главе с Арнольдом Брешианским.